# غافين غلينتون
غافين غلينتون (بالإنجليزية: Gavin Glinton)‏ (مواليد 1 مارس 1979 في جزيرة غراند تورك) لاعب كرة قدم من جزر تركس وكايكوس دولي يجيد اللعب في خط الهجوم . يلعب حاليا لصالح نادي نام دينه الفيتنامي منذ 2010 .

## روابط خارجية
- غافين غلينتون على موقع الاتحاد الدولي (مؤرشف)  (الإنجليزية)
- غافين غلينتون على موقع الدوري الأمريكي (الإنجليزية)
- غافين غلينتون على موقع قاعدة بيانات كرة القدم.إي يو (الإنجليزية)
- غافين غلينتون على موقع ناشيونال فوتبول تيمز (الإنجليزية)
- غافين غلينتون على موقع Soccerway.com (الإنجليزية)